# Dantu
Dantu är ett stadsdistrikt i Zhenjiang i Jiangsu-provinsen i östra Kina.